# Доказова медицина

Піраміда рівнів доказовості наукових даних в доказовій медицині

Доказова медицина — це підхід до медичної практики, який поєднує найкращі доступні наукові факти (докази) з узгодженим або індивідуальним досвідом клініцистів і вибором пацієнтів. Це достовірний з точки зору медичної статистики та орієнтований на пацієнта підхід до профілактики, діагностики, лікування та відновлення.
Доказова медицина це також підхід до охорони здоров'я та медичного навчання й освіти, який наголошує на використанні найкращих наявних наукових даних для прийняття клінічних рішень, і наданні найдієвішої допомоги пацієнтам на науковій основі.
Основною метою доказової медицини, є покращення результатів лікування пацієнтів через сприяння прийняттю обґрунтованих рішень, оптимізації вибору лікування та зменшення використання потенційно шкідливих або неефективних втручань.
Доказова медицина поєднує клінічний досвід, цінності й переваги пацієнтів, з найкращими доступними доказами систематичних досліджень заради покращення результатів профілактики, діагностики, лікування та відновлення пацієнтів.

## Історія
Коріння доказової медицини, можна простежити від роботи Арчі Кокрейна, який у 1970-х роках наполягав на використанні систематичних оглядів клінічних випробувань, як засобу покращення охорони здоров'я. Проте лише в 1990-х роках доказова медицина виокремилась в особливий підхід до охорони здоров'я.
У 1992 році робоча група з доказової медицини під керівництвом Гордона Гаятта, ввела термін «доказова медицина» та визначила його як «сумлінне, чітке та розумне використання найкращих поточних доказів в прийнятті рішень щодо догляду за окремими пацієнтами».
З часу появи в 1990-х роках, доказова медицина продовжує розвиватися. Однією з важливих подій, стало зростання Кокранівської співпраці, міжнародної мережі дослідників, які проводять і поширюють систематичні огляди втручань у галузі охорони здоров'я. Іншою подією, стало все ширше використання клінічних практичних рекомендацій, заснованих на доказах, які надають клініцистам рекомендації на основі найкращих наявних доказів.
Загалом, доказова медицина здійснила значний вплив на охорону здоров'я, сприяючи покращенню якості медичної допомоги та зменшенню витрат. Однак вона також зіткнулася з критикою та викликами, які розглянуто в наступних розділах.

## Принципи доказової медицини
Практика доказової медицини ґрунтується на кількох ключових принципах, якими керуються лікарі під час ухвалення рішень. Ці принципи включають:
- Формулювання клінічних питань: щоб практикувати доказову медицину, клініцисти повинні спочатку визначити чіткі та цілеспрямовані питання щодо клінічної проблеми, яку вони намагаються вирішити. Ці питання мають бути сформульовані у такий спосіб, щоб уможливити послідовний пошук відповідних доказів.
- Пошук доказів: після того, як клінічні питання були сформульовані, клініцисти повинні знайти найкращі наявні докази, щоб відповісти на ці запитання. Це передбачає використання стратегій систематичного пошуку для виявлення відповідних досліджень та інших джерел доказів.
- Критична оцінка доказів: після визначення доказів, клініцисти повинні критично оцінити їх, щоб визначити їхню якість і релевантність. Це передбачає оцінку плану дослідження, розміру вибірки, статистичних методів та інших факторів, які можуть вплинути на достовірність доказів.
- Впровадження доказів у клінічну практику: нарешті, клініцисти повинні інтегрувати найкращі наявні докази у свої клінічні рішення, беручи до уваги цінності та переваги пацієнта, а також свій власний клінічний досвід.

Дотримуючись цих ключових принципів, клініцисти можуть застосовувати доказову медицину систематично та ретельно, використовуючи найкращі наявні докази для ухвалення та прийняття рішень, та покращення результатів для пацієнтів.

## Рівні доказовості
Ієрархія доказів є широко визнаною основою для оцінки якості доказів у галузі охорони здоров'я. Хоч і досі йдуть дискусії про структуру ієрархії, зазвичай, вона представлена у вигляді піраміди з найвищою якістю доказів у верхній частині, та доводами найнижчої якості, у нижній частині. Рівні доказів, від найвищого до найнижчого, такі:
1. Систематичні огляди та метааналізи: це вичерпні огляди існуючої наукової літератури з певної теми, які використовують суворі методи для синтезу статистично достовірних доказів з результатів багатьох досліджень. Систематичні огляди та метааналізи вважаються доказами найвищої якості, оскільки вони забезпечують найбільш надійну та повну оцінку наявних доказів.
2. Рандомізовані контрольовані дослідження (РКВ): це експериментальні дослідження, у яких учасники у довільному порядку діляться на групи, в одній з яких проводиться досліджуване втручання, а в іншій (контрольній групі) застосовуються стандартні методики або плацебо. РКД вважаються золотим стандартом для оцінки ефективності медичних втручань.
3. Когортні дослідження: це обсерваційні дослідження, під час яких протягом певного часу, спостерігають за групою осіб із певною характеристикою або впливом, щоб визначити частоту виникнення цікавого результату. Когортні дослідження можуть надати переконливі докази причинно-наслідкових зв'язків між впливом та результатами.
4. Дослідження «випадок-контроль»: це обсерваційні дослідження, у яких осіб із певним результатом, порівнюють із контрольною групою без результату, щоб визначити зв'язок між результатом і конкретним впливом. Дослідження типу «випадок-контроль» корисні для вивчення рідкісних наслідків або впливу, але зазвичай, вважаються менш надійними, ніж когортні дослідження.
5. Серії випадків і звіти про випадки: це описові дослідження, в яких повідомляють про окремі випадки конкретного захворювання або лікування. Хоча серії випадків і звіти про випадки, можуть надати цінні відомості про рідкісні або незвичайні захворювання чи методики їх лікування, вони вважаються доказами найнижчої якості, оскільки вони не містять групу порівняння і можуть мати упередженість.

Розуміючи ієрархію доказів, сильні та слабкі сторони різних типів досліджень, клініцисти можуть краще оцінювати якість доказів і приймати обґрунтовані рішення щодо догляду за пацієнтами.
Основні джерела доказової інформації для медичної практики включають рецензовані медичні та наукові журнали, які містять актуальні систематичні огляди, метааналізи, клінічні випробування та практичні рекомендації, засновані на доказах. В Україні основними джерелами медичних протоколів та рекомендацій є Міністерство охорони здоров'я України та інші національні медичні установи, які розробляють та публікують клінічні настанови та протоколи для медичної практики в країні.

## Обмеження та виклики доказової медицини
Хоча доказова медицина має багато переваг, вона також має деякі обмеження та проблеми, які слід враховувати. До них належать:
- Обмеження наявних доказів: попри збільшувану кількість доказів щодо багатьох втручань у галузі охорони здоров'я, все ще є багато сфер охорони здоров'я, де докази обмежені або суперечливі. Це може ускладнити для клініцистів прийняття рішень на основі доказів, особливо у разі, коли немає чітких вказівок або стандартів лікування.
- Різноманітність груп пацієнтів: доказова медицина ґрунтується на найкращих наявних доказах, але ці докази не завжди можуть бути застосовні до всіх груп пацієнтів. Пацієнти можуть відрізнятися за віком, статтю, етнічною приналежністю, супутніми захворюваннями та іншими факторами, які здатні впливати на ефективність лікування. Через це, клініцисти повинні використовувати власне клінічне судження, щоб застосувати докази до окремих пацієнтів.
- Проблеми впровадження: доказова медицина потребує суттєвих змін у клінічній практиці: від покладання на інтуїцію та клінічний досвід, до використання найкращих наявних доказів для прийняття рішень. Це може бути складним для клініцистів, які можуть бути стійкими до змін (див. Нейропластичність) або не мати необхідної підготовки чи інформаційних ресурсів для впровадження практики, заснованої на доказах.
- Обмеження методів дослідження: хоча рандомізовані контрольовані дослідження вважаються золотим стандартом для оцінки дієвості втручань, вони не завжди можуть бути здійсненними або етичними. Інші дослідницькі методи, такі як обсерваційні дослідження, можуть бути схильні до упереджень або змішуючих чинників, які здатні вплинути на достовірність доказів.
- Конфлікти інтересів. Галузь охорони здоров'я — це багатомільярдна індустрія, і конфлікти інтересів можуть виникати, коли дослідники, клініцисти чи організації охорони здоров'я мають фінансові зв'язки з фармацевтичними компаніями чи іншими зацікавленими сторонами. Це може вплинути на дизайн, проведення та тлумачення досліджень і може підірвати цілісність доказової медицини.

Усвідомлюючи ці обмеження та проблеми, клініцисти можуть працювати над їх подоланням і гарантувати, що доказова медицина використовується у найбільш ефективний та етичний спосіб.
До того ж, методично недосконалі дослідження спотворюють результат. Наприклад, в одному обсерваційному дослідженні, де оцінювали методологічну якість 250 контрольованих досліджень, дійшли висновку, що в дослідженнях, в яких метод сліпого контролю був невідповідний, ефект лікування був перебільшений на 41 %. Інше дослідження показало, що дослідження низької методологічної якості, в яких оцінка якості залучається в метааналіз, можуть завищувати ислід лікування на 34 %. Ще одне дослідження показало, що відсутність рандомізації або її неправильне проведення, може призводити до переоцінки ефекту до 150 %, або до його недооцінки на 90 %.

## Перспективні напрямки та технології
Майбутнє доказової медицини, ймовірно, буде сформовано декількома тенденціями та розробками. До них належать:
- Використання великих даних і штучного інтелекту: прогрес у технологіях і аналітиці даних, дозволяє збирати й аналізувати великі обсяги даних зі сфер медицини та охорони здоров'я. Ці дані можливо використовувати для виявлення закономірностей і тенденцій, а також для розробки більш персоналізованих і цілеспрямованих методів лікування на основі індивідуальних характеристик пацієнта.[22][23][24][25][26] (Див. Штучний інтелект в медицині)
- Інтеграція цінностей і уподобань пацієнтів. Доказова медицина зосереджується на найкращих доступних доказах, але зростає визнання важливості врахування цінностей і уподобань пацієнтів, для ухвалення клінічних рішень. Це може підвищити задоволеність пацієнтів і прихильність до лікування, а також здатне привести до кращих результатів для здоров'я.[27][28]
- Наголос на імплементаційній науці — це галузь, яка зосереджена на вивченні методів і стратегій впровадження практики, заснованої на фактичних даних, у реальних умовах. Розуміючи перешкоди та фактори, що сприяють впровадженню, клініцисти можуть працювати над тим, щоб доказова медицина застосовувалася ефективно та результативно.[29][30]
- Співпраця та міждисциплінарні підходи: Доказова медицина виникає у співпраці між клініцистами, дослідниками та іншими зацікавленими сторонами. Міждисциплінарні підходи, які об'єднують знання з багатьох дисциплін, можуть привести до більш комплексних та інноваційних рішень проблем з охорони здоров'я.[31][32][33][34][35]
- Більший акцент на профілактиці: медицина, що ґрунтується на доказах, традиційно зосереджена на лікуванні хвороби після її виникнення, але зростає визнання важливості профілактики для покращення здоров'я населення. Підходи до запобігання хвороби, засновані на достовірних даних, як от програми вакцинації та зміни способу життя, можуть допомогти запобігти хворобам та покращити рівень здоров'я, когнітивних функцій та фізичних показників тіла.[36][37][38][39]

Враховуючи ці тенденції та розробки, клініцисти можуть продовжувати вдосконалювати практику доказової медицини та гарантувати, що пацієнти отримають найкращу можливу допомогу, на основі найкращих наявних доказів.

### Книги
- Основні принципи доказової медицини: навчальний посібник для здобувачів ступеня доктора філософії за третім освітньо-науковим рівнем в галузі знань 22 «Охорона здоров'я» спеціальності 222 «Медицина» навчальна дисципліна «Сучасна кардіологія» / В. Д. Сиволап, С. М. Кисельов, Д. А. Лашкул. — Запоріжжя: ЗДМУ, 2020. — 208 с.
- Внутрішня медицина. Підручник для студентів закладів вищої освіти III—IV рівня акредитації та лікарів післядипломної освіти на основі рекомендацій доказової медицини / Денесюк В. І., Денесюк О. В.; за ред. В. М. Коваленка. — Київ: МОРІОН, 2019. — 960 с.
- Tammy Hoffmann & Sally Bennett & Christopher Del Mar (2023). Evidence-Based Practice Across the Health Professions, 4th Edition. Elsevier. ISBN 9780729544436.
- Glasziou, Paul; Richardson, W. Scott; Haynes, R. Brian (2019). Evidence-based medicine: how to practice and teach EBM (вид. 5th edition). Edinburgh. ISBN 978-0-7020-6296-4.
- Методологія доказової медицини: підручник (ВНЗ IV р. а.) / В. Ф. Москаленко, І. Є. Булах, О. Г. Пузанова. — ВСВ «Медицина», 2014. ISBN 978-617-505-277-8
- Prasad, Kameshwar (2013). Fundamentals of evidence based medicine (вид. 2nd edition). New Delhi. ISBN 978-81-322-0831-0.
- Серія книг Evidence-Based Imaging.

### Журнали
Медичні та наукові журнали, які публікують дослідження доказової медицини:
- New England Journal of Medicine (сайт)
- The Lancet (сайт)
- Nature Medicine (сайт)
- JAMA (сайт)
- Journal of Experimental Medicine
- Annals of Internal Medicine
- JAMA Internal Medicine
- Journal of Evidence-Based Medicine
- Intensive Care Medicine
- Archives of Physical Medicine and Rehabilitation
- Worldviews on Evidence-Based Nursing
- Journal of Evidence-Based Dental Practice
- Medical Devices: Evidence and Research
- Evidence-based Complementary and Alternative Medicine
- Systematic Reviews
- та багато інших за спеціальностями.

### Статті
- Величко, В. І.; Лагода, Д. О.; Венгер, Я. І. (5 серпня 2021). Впровадження доказової медицини у навчання студентів-медиків. Медична освіта (2). с. 11–16. ISSN 2414-5998. doi:10.11603/me.2414-5998.2021.2.11944.
- Institute for Occupational Health of AMS of Ukraine, Kiev; Dobrovolsky, L.O. (30 червня 2005). Evidence-based medicine and perspectives of its application in occupational health. Ukrainian Journal of Occupational Health 2005 (2). с. 80–85. doi:10.33573/ujoh2005.02.080.
- Підбірка статей Rethinking Evidence in Medicine. Nature Medicine. 2023+
- SupportGroupsForNurses — Доказова медсестринська практика, ChatGPT-гайд (англ.)
- Пузанова О. Г. (2025). «Доказова медицина.» Енциклопедія Сучасної України, редкол. І. М. Дзюба, А. І. Жуковський, М. Г. Железняк та ін. Київ: Інститут енциклопедичних досліджень НАН України. .